# Stadsbil

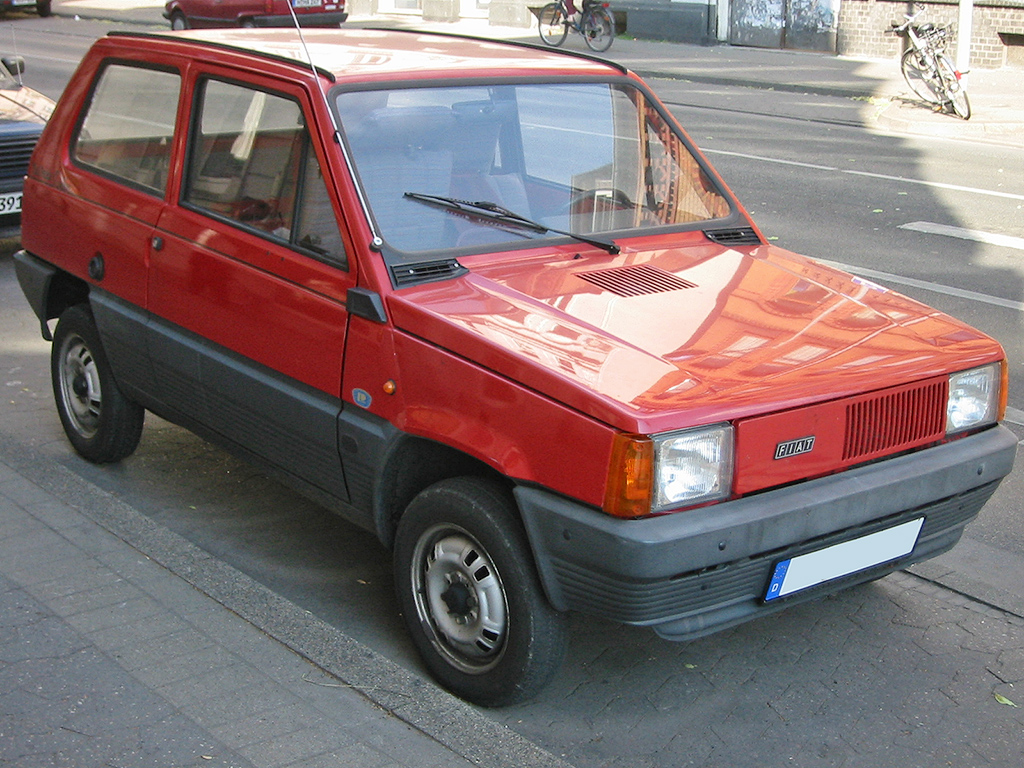
Fiat Panda, en tidig stadsbil

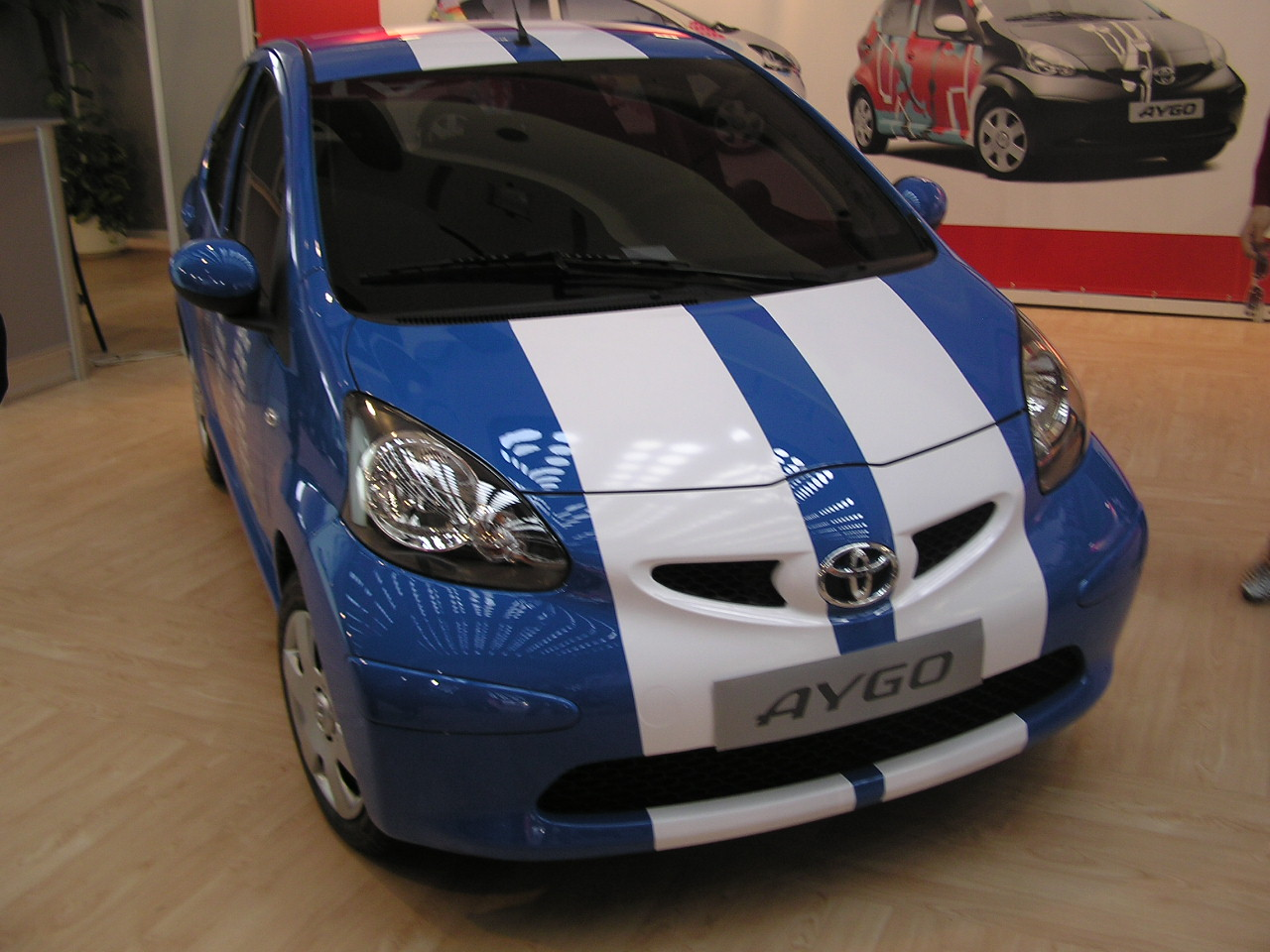
Toyota Aygo, en modern stadsbil

En stadsbil är en liten bil med ofta relativt svag motor, avsedd för att köras i tätbebyggda områden. Till skillnad från mikrobilar har de minst fyra säten, och dess längd är normalt sett mellan 3,4 och 3,6 meter. Stadsbilar har sålts i Europa sedan 1960-talet. De flesta större biltillverkare har åtminstone en stadsbil i sortimentet. I Japan åtnjuter bilar under 3,4 meter speciella skattelättnader och lägre parkeringsavgifter.
En stadsbil kan köras i högre hastigheter och i blandade trafiksituationer i olika väder. Bilarna kan också köras även utanför städer, även om det inte är det de är avsedda för.